# Mary, Mary, Bloody Mary
Mary, Mary, Bloody Mary és una pel·lícula de terror de 1975 dirigida per Juan López Moctezuma, escrita per Malcolm Marmorstein i protagonitzada per Cristina Ferrare, David Young i John Carradine. La seva trama segueix una artista nord-americana que descobreix que en realitat és un vampir, i comença a consumir els habitants d'un poble mexicà.

## Trama
La furgoneta de l'artista nord-americana Mary Gilmore s'avaria durant una tempesta a la zona rural de Mèxic. Troba una casa abandonada a prop, ocupada per un vagabund anomenat Ben. S'ofereix a passar-hi la nit amb ella, cosa que ella accepta. A la casa, la Mary recorda l'assassinat d'un empleat de l'Ambaixada dels Estats Units que va seduir la nit anterior i bevent la seva sang. L'inspector de l'FBI Otis Cosgrove i el tinent Eduardo Pons comencen a investigar l'assassinat i, posteriorment, descobreixen una sèrie de crims similars en què les víctimes van ser drogades i els drenaren la seva sang.
Mentrestant, a Mèxic, el Ben repara la furgoneta de la Mary i els dos passen el dia a la platja. Mentre en Ben va a comprar peix, la Mary droga un pescador de mitjana edat amb cafè abans d'apunyalar-lo i beure-li la sang. De tornada a casa de Mary, li ensenya a Ben una pintura que va completar del seu pare, que segons ella va morir quan era jove. Aquella nit a la morgue, un home emmascarat va irrompre per veure el cos del pescador, apunyalant abans a un empleat de la morgue. De tornada a casa de Mary, els comerciants d'art Greta i Arnold Jenson, veuen la seva obra d'art. Després de la mostra d'art de Mary aquella nit, la Greta la convida a casa seva i intenta seduir-la. Mentre fa un bany per a Mary, Mary droga el tequila de Greta. Quan la Greta la fa un petó, la Mary li talla la gola.
L'endemà, Cosgrove i Pons interroguen Ben i Mary sobre l'assassinat de Greta, i l'acusen quan aquest no proporciona una coartada. Mentrestant, una noia puja amb l'home emmascarat que va irrompre a la morgue. Quan ell l'ataca, ella salta del cotxe i fuig al bosc, però finalment és apunyalada fins a la mort per l'home, que es revela que és el pare de Mary. En llegir l'assassinat de la noia, Mary està nerviosa perquè sembla que un altre vampir està a l'estranger. El pare de Mary comença a assetjar-la, trucant-la a casa i intentant atropellar-la amb el seu cotxe.
Més tard, en una festa a la que assisteixen Mary i Ben, el pare de Mary assassina un jove ballarí i es disfressa amb el seu vestit. Aconsegueix segrestar Mary de la festa, però ella fuig a un cementiri proper on el seu pare assassina un enterrador abans de fugir. Convençut que Ben és el responsable, en Cosgrove i en Pons replantegen la casa de Mary. La Mary i el Ben marxen, i el seu pare els segueix en un cotxe separat. Quan entren al bosc, Mary droga el cafè d'en Ben abans d'arrossegar el seu cos inconscient cap al bosc. El pare de Mary intenta forçar el cotxe de Cosgrove a sortir de la carretera, provocant una col·lisió. Mentre Cosgrove intenta sortir del seu cotxe, el pare de Mary el mata a punyalades.
La Mary, a punt de tallar la gola en Ben, s'atura quan sent les restes i veu com el seu pare s'alimenta de Cosgrove. Explica a Mary que la seva fam l'ha tornat boig i es treu la màscara per mostrar que la meitat de la seva cara s'ha podrit. Mentrestant, Ben recupera la consciència i ataca el pare de Mary, i finalment li dispara amb l'arma de Cosgrove. La Mary comença a beure la sang del seu pare abans d'apunyalar en Ben i alimentar-se d'ell. Més tard, a la comissaria, Pons accepta el relat de Mary sobre l'assassí emmascarat, el seu pare, responsable de la mort d'en Ben. Ella li diu que planeja marxar de Mèxic i viatjar abans de marxar amb la seva furgoneta.

## Repartiment
- Cristina Ferrare - Mary
- David Young - Ben Ryder
- John Carradine - The Man
- Helena Rojo - Greta
- Arthur Hansel - Cosgrove
- Enrique Lucero - Tinent Pons
- Roger Cudney - Howard Miller

## Producció
L'abril de 1974, es va informar que John Carradine havia signat per aparèixer a la pel·lícula amb Cristina Ferrare i David Young, en el que es va descriure com "un misteri ambientat a Hollywood cap al 1948". The film was co-produced between the American company Cinema Management Incorporated, and the Mexican film company Proa Films.

## Estrena
Mary, Mary, Bloody Mary es va estrenar a Chicago el 2 de maig de 1975, i més tard es va obrir a Los Angeles el 29 d'octubre de 1975.
Code Red va llançar la pel·lícula a Blu-ray el 2014. VCI Entertainmentva emetre un Blu-ray de doble funció el juny de 2022 que també inclou La noche de los mil gatos (1972).